# جون ليزلي بريك
جون ليزلي بريك (بالإنجليزية: John Leslie Breck)‏ هو رسام أمريكي، ولد في 10 أبريل 1860 في هونغ كونغ البريطانية في المملكة المتحدة، وتوفي في 1899 في بوسطن في الولايات المتحدة.